# 多哥總統
多哥總統，1992年9月27日，多哥举行公民投票，通过第四共和国宪法。2002年12月30日，议会对宪法部分条款进行了修改。宪法规定多哥实行半总统制。总统为国家元首和军队最高统帅，由选民直接选举产生，一轮多数胜出，任期5年，可连选连任；总统有权解散议会、颁布议会通过的法律和实行赦免。2024年，多哥议会批准修宪，将国家体制由总统制改为议会制，创立新的职位，多哥部长会议主席，该职位没有任期限制，并将成为实权领袖，总统则成为礼仪性职位。新体制将被称为多哥第五共和国。

## 多哥總統列表（1960年－至今）

### 政黨组织
- CAR（振兴行动委员会）
- CFN（新生力量联盟）
- CPP（泛非爱国统一党）
- CUT（多哥团结委员会）
- PTP（多哥进步党）
- RPT（多哥人民联盟）
- UTD（多哥民主联盟）
- Mil（军人）

| 任期                          | 图片 | 總統姓名                                                  | 執政黨                | 注释                                                                 |
| ----------------------------- | ---- | --------------------------------------------------------- | --------------------- | -------------------------------------------------------------------- |
| 多哥共和国                    |      |                                                           |                       |                                                                      |
| 1960年4月27日－1963年1月13日  |      | 斯爾法納斯·奧林匹歐，總統 （Sylvanus Olympio）            | CUT                   | 被推翻並遭殺害                                                       |
| 1963年1月13日－1963年1月15日  |      | 埃马纽埃尔·博乔勒，起义委员会主席 （Emmanuel Bodjollé）   | 军人                  |                                                                      |
| 1963年1月16日－1967年1月13日  |      | 尼古拉·格鲁尼茨基，總統 （Nicolas Grunitzky）             | PTP                   | 被推翻                                                               |
| 1967年1月14日－1967年4月14日  |      | 克莱贝尔·达乔，民族和解委員會主席 （Kléber Dadjo）        | 军人                  |                                                                      |
| 1967年4月14日－1969年11月30日 |      | 艾蒂安·埃亞德馬，總統 （Étienne Eyadéma）                 | 军人                  |                                                                      |
| 1969年11月30日－1974年5月8日  | RPT  | 艾蒂安·埃亞德馬，總統 （Étienne Eyadéma）                 | 改名為納辛貝·埃亞德馬 |                                                                      |
| 1974年5月8日－2005年2月5日    | RPT  | 納辛貝·埃亞德馬，總統 （Gnassingbé Eyadéma）              | 任內病逝              |                                                                      |
| 2005年2月5日－2005年2月25日   |      | 福雷·納辛貝，總統 （Faure Gnassingbé）                    | RPT                   | 第1次; 納辛貝·埃亞德馬之子，因违宪接任总统被国际社会强烈反对而辞职。 |
| 2005年2月25日－2005年5月4日   |      | 邦福·阿巴斯總統                                           | RPT                   | 代理                                                                 |
| 2005年5月4日－2025年5月3日    |      | 福雷·納辛貝，總統 （Faure Gnassingbé）                    | RPT                   | 再度任職                                                             |
| 2025年5月3日－至今            |      | 让-吕西安·萨维·德·托韦，總統 （Jean-Lucien Savi de Tové） | 无党籍                |                                                                      |